# ヤマニエコライフ
株式会社ヤマニエコライフは、関東地方を営業区域とする太陽光発電システム・リフォーム等の施工・販売を行う事業者である。

## 事業所
- 埼玉県　3営業所
- 東京都　2営業所
- 栃木県　1営業所

## 沿革
- 1972年（昭和47年）- 山二住設株式会社として設立。
- 1994年（平成6年）- 埼玉県所沢市内にショールームを設置。
- 2003年（平成15年）- 栃木県小山市内にショールームを設置。
- 2006年（平成18年）- 埼玉県深谷市内にショールームを設置。
- 2010年（平成22年）- アースソーラーカレッジを開校。
- 2011年（平成23年）- 埼玉県鶴ヶ島市内にショールームを設置。

## アースソーラーカレッジ
- 太陽光発電システムの販売・施工に関する技術者育成支援事業。太陽光発電システムの販売・施工に関する教育と卒業者の就労支援を行う。
- 平成24年は、求職者支援制度に基づきハローワークから求職者支援訓練の受講希望者の受入を行っている。

## 関連会社
- 山二ガス